# Pterocephalidium
Pterothamnus je monotipski rod češljugovki smješten u tribus Pterocephalidieae, dio porodice kozokrvnica. Jedina vrsta je P. diandrum, zeljasta biljka sa Iberskog poluotoka

## Sinonimi
- Pseudoscabiosa diandra (Lag.) Greuter & Burdet
- Pterocephalus diandrus (Lag.) Lag.
- Scabiosa brevis D.Dietr.
- Scabiosa diandra Lag., bazionim
- Scabiosa divaricata E.D.Clarke